# 오펀: 천사의 비밀
《오펀: 천사의 비밀》(영어: Orphan)은 2009년에 개봉된 미국의 영화이다.

## 줄거리
급작스럽게 세 번째 아이를 유산한 존과 케이트 부부. 이후 부부는 슬픔을 잊고 일상을 되찾기 위해 입양을 결심한다. 고아원 아이들을 둘러보던 부부의 눈에 들어온 아이는 또래 아이들 사이에서도 신비로운 분위기를 자극해 사람을 이끌리게 만드는 묘한 매력을 가진 에스더라는 아이였다. 에스더의 매력에 이끌린 부부는 에스더를 입양하기로 결심했고 이후 그녀는 부부의 장남 대니얼과 청각장애를 가진 막내딸 맥스 사이의 둘째딸이 됐다. 하지만 에스더를 금세 친언니처럼 여기며 따르기 시작한 맥스와는 달리 대니얼은 "얜 빌어먹을 내 여동생이 아니에요(She is not my fucking sister)"라며 에스더를 동생으로 여기지 않았다. 에스더 역시 대니얼을 멀리하며 맥스하고만 어울렸고 유독 존에게 많은 관심을 보인다. 존 또한 양딸을 친딸처럼 자상하게 대해준다.
그런데 에스더가 오기 시작한후부터 집에서는 하루가 멀다하고 이상한 일들이 일어났다. 에스더와 엮이는 아이들은 하나같이 알 수 없는 사건사고를 당했고 에스더 역시 9살이라는 나이가 믿기지 않을만큼 지나치게 조숙하고 어른스러운 면모를 보이는데다 항상 진하게 화장을 하며 목과 손목에는 리본을 두르고 다녔다. 거기다 혼자 목욕하는 걸 고집하며 맨살 보이는 걸 거부하고 치과에는 곧죽어도 가기 싫어하는등 납득하기 힘든 행동들만 골라서 하며 케이트를 당황하게 만들었다. 한날은 입양을 주선한 애비게일 수녀로부터 안부전화가 걸려왔는데 케이트는 아무런 생각없이 요며칠간 있었던 소동들에 대해서 이야기해 주었고 이야기를 들은 수녀는 곧바로 심각해져서 콜먼 부부의 집을 방문한 뒤 이렇게 말했다. "에스더의 주위에서는 항상 사건사고가 끊이질 않아요." 자잘한 사건사고들은 말할것도 없고 이전에 에스더를 입양한 부부가 방화사고로 죽었다는 말까지 해주었다.
하지만 부부는 아이가 아무리 이상해도 설마 그렇게까지야 하겠느냐며 별달리 대수롭게 여기지 않았고 에스더는 거실 근처에서 이 모든 이야기를 엿듣고 있었다. 이후 이야기를 끝내고 돌아가던 애비게일 수녀는 실종됐고 고아원으로부터 그녀가 아직 돌아오지 않았다는 연락을 받은 케이트는 그때부터 에스더를 수상하게 여기며 아이의 행적을 알아내기 위해 여러 기관을 수소문하기 시작한다. 그러나 케이트가 자신을 이상하게 여긴다는걸 알게 된 에스더는 술수를 부려 부부 사이를 이간질 했고 여기에 속아넘어간 존은 양딸만을 챙기며 아내를 멀리 대한다. 순식간에 입양아를 학대하는 나쁜엄마 이미지가 박힌 케이트는 자신은 결백하다며 항변해 보지만 남편과의 사이는 한없이 멀어지기만 할 뿐이었다. 그러던 어느날 밤, 침대에 누워있던 케이트에게 한통의 전화가 걸려온다. 전화를 받는 내내 귀를 의심한 그녀는 곧바로 침대에서 일어나 뛰쳐나가기 시작한다.

## 출연진
- 에스더 (배우: 이저벨 퍼먼)

9살 고아. 나이에 걸맞지 않게 조숙한 면모가 있고 특히 그림실력과 피아노연주쪽으로는 뛰어난 재능을 가졌다. 게다가 사람을 끌어들이는 묘한 매력까지 있는지라 이 매력에 빠져든 콜먼 부부의 둘째딸로 살아가게 된다. 하지만 입양된 이후 손목과 목에는 항상 리본끈을 메고있었고 혼자 목욕하기를 고집하며 맨살 드러내는 일을 철저하게 거부했다. 또 다른 병원에는 다 가도 치과만은 곧죽어도 안간다며 틀니를 끼고 다니고 화장을 진하게 하고 다니는 등 알 수 없는 행동들만 골라서 하며 케이트를 당황시킨다. 더군다나 에스더와 얽히는 사람들은 항상 알 수 없는 사건사고를 당하기까지 하자 케이트는 아이에 행적에 대해 추적하기 시작한다.
- 케이드 콜먼 (배우: 베라 파미가)

두 아이의 엄마, 셋째의 유산으로 엄청난 충격을 받았고 슬픔을 잊고 일상을 돌아가기 위해 셋째의 빈자리를 채울 아이를 입양하기로 결심한다. 이후 고아원을 둘러보던중 묘한 매력을 가진 에스더에게 이끌려 에스더를 입양했는데 입양 직후부터 아이의 기이한 행동과 알 수 없는 사건사고들 때문에 아이의 행적이 조금 궁금해지기 시작했고 아이의 서류를 통해 여러 기관을 수소문한다. 하지만 에스더의 농간에 빠져 가족들에게 입양아를 괴롭히는 나쁜 엄마 이미지가 박혀버렸고 남편과의 사이도 멀어지게 된다. 그러다 에스더가 두 아이에게까지 손을 대기 시작하자 점차 다급함이 밀려왔다. 이후 에스더를 매우 잘 안다는 한 기관으로부터 에스더의 실체를 전해듣고는 엄청난 충격을 받는다.
- 존 콜먼 (배우: 피터 사즈가드)

케이트의 남편이자 두 아이의 아버지. 원래는 아내와도 사이가 좋았고 아이들을 곧잘 돌보는 편이었지만 에스더가 집에 온 이후부터는 아내보다는 에스더를 더 우선적으로 챙기기 시작한다. 그래서 에스더가 수상하며 에스더때문에 아이들이 다치기까지 했다는 아내의 말도 그냥 우연의 일치라며 흘려들었을 뿐. 하지만 아내가 심하게 다투고 혼자 술을 마시던 날, 화장을 진하게 하고 드레스까지 입고 나타난 에스더를 보는 순간 그간 친절하게만 대해주던 아이가 달라져 보이기 시작했다.
- 대니얼 콜먼 (배우: 지미 베넷)

콜먼 부부의 장남. 맥스와는 달리 에스더를 동생으로 여기지 않았다. 그런 에스더가 애비게일 수녀를 죽이고 그 증거품들을 집 근처 오두막에 숨겨뒀다는걸 알고는 그녀의 실체를 드러내기 위해 오두막 안을 열심히 뒤지다가 뒤따라온 에스더가 불을 지르고 혼자만 도망치는 바람에 불길속에 갇혀있다 나무 아래로 떨어져 심각한 부상을 입는다. 생명에는 지장이 없었지만 이마저도 에스더의 파렴치한 상태로 심정지 상태에 이르게 된다. 다행히 병원에서 응급처치를 받고 죽음을 면했다.
- 맥스 콜먼 (배우: 아리아나 엔지니어)

콜먼 부부의 막내딸. 청각장애인이라 말을 못하며 보청기를 끼고 다닌다. 자신을 친동생처럼 돌봐주는 에스더와 금세 가까워지게 됐지만 곧 그녀가 자신을 살인행각에 가담시켰다는걸 알고는 엄청난 분노에 휩싸였고 그녀가 나무 위에서 떨어진 오빠를 바위로 내리쳐 죽이려 들었을때도 온몸으로 밀쳐서 막아낸다. 그러다 아빠까지 건드려드는 걸 보고는 전력을 다해 도망치기 시작한다.
- 애비게일 (배우: CCH 파운더)

에스더의 입양을 주선한 고아원의 수녀. 케이트네 집에 안부전화를 걸었다가 에스더가 온 뒤로 사건사고가 끊이질 않는다는 말에 심각해져서 부부의 집을 방문해 에스더의 주위에서는 항상 여러 가지 사건사고가 끊이질 않는다는 의미심장한 말을 해주었다. 이후 대화를 끝내고 집으로 돌아가던중 실종됐고 며칠 뒤 주검으로 발견된다.

## 수상
- 제28회 브뤼셀 국제 판타스틱 영화제 〈금까마귀상〉 - 자우메 코예트세라